# Cold War (film)
Cold War (polska: Zimna wojna) är en polskspråkig dramafilm från 2018 i regi av Paweł Pawlikowski och med Joanna Kulig och Tomasz Kot i huvudrollerna. Den premiärvisades under Filmfestivalen i Cannes 2018, där Pawlikowski även tilldelades priset för bästa regi. Filmen utspelar sig under kalla krigets början och kretsar kring musikerparet Zula och Wiktor.